# パヤオ・プーンタラット
パヤオ・プーンタラット（Payao Poontarat、1956年10月18日 - 2006年8月13日）は、タイの元プロボクサー。バンコク出身。元WBC世界スーパーフライ級王者。

## 来歴
1976年、タイ代表としてモントリオールオリンピックボクシングライトフライ級に出場し、銅メダルを獲得した。
1981年10月4日、プロデビュー。
1982年5月8日、プロ3戦目でOPBF東洋太平洋スーパーフライ級王者権順天（大韓民国）に挑戦し、判定負けで王座獲得ならず。
1983年11月27日、WBC世界スーパーフライ級王者ラファエル・オロノ（ベネズエラ）に挑戦し、2-1の判定勝ちで王座を獲得した。
1984年3月28日、元WBA世界フライ級王者グティ・エスパダス（メキシコ）と対戦し、10回TKO勝ちで初防衛に成功。エスパダスの2階級制覇を阻止した。なお、エスパダスはこの試合を最後に引退した。
1984年7月5日、WBC王座初防衛戦でWBA世界スーパーフライ級王者渡辺二郎（日本,大阪帝拳ジム）と対戦し、1-2の判定負けで王座から陥落した。当初は、王座統一戦となる予定であったが、渡辺がWBA王座を剥奪されたため、自身の持つWBC王座防衛戦となった。
1984年11月29日、因縁のある渡辺二郎とダイレクトリマッチで対戦したが、11回TKO負け。
1985年4月2日の試合を最後に引退した。

## 獲得タイトル
- WBC世界スーパーフライ級王座（防衛1度）